# Kevin O'Higgins
 (novembre 2018).
Si vous disposez d'ouvrages ou d'articles de référence ou si vous connaissez des sites web de qualité traitant du thème abordé ici, merci de compléter l'article en donnant les références utiles à sa vérifiabilité et en les liant à la section « Notes et références ».
Kevin Christopher O'Higgins (irlandais : Caoimhghín Críostóir Ó hUigín) (7 juin 1892 – 10 juillet 1927) est une personnalité politique irlandaise qui a notamment été Vice-président du Conseil exécutif de l'État libre d'Irlande et Ministre de la Justice entre 1922 et 1927, Ministre des Affaires étrangères de juin 1927 à juillet 1927, Ministre des Affaires économiques de janvier à septembre 1922. Il est Teachta Dála (député) de 1921 à 1927.